# Siphonogorgia macrospiculata
Siphonogorgia macrospiculata is een zachte koraalsoort uit de familie Nidaliidae. De koraalsoort komt uit het geslacht Siphonogorgia. Siphonogorgia macrospiculata werd in 1906 voor het eerst wetenschappelijk beschreven door Thomson & Henderson. 